# 구니쓰촌
구니쓰촌(国津村)은 미에현 나가군에 설치되었던 촌이다. 현재의 나바리시에 해당한다.